# Frost Bank Tower
 La Frost Bank Tower è un grattacielo ad Austin, in Texas, negli Stati Uniti.

## Caratteristiche

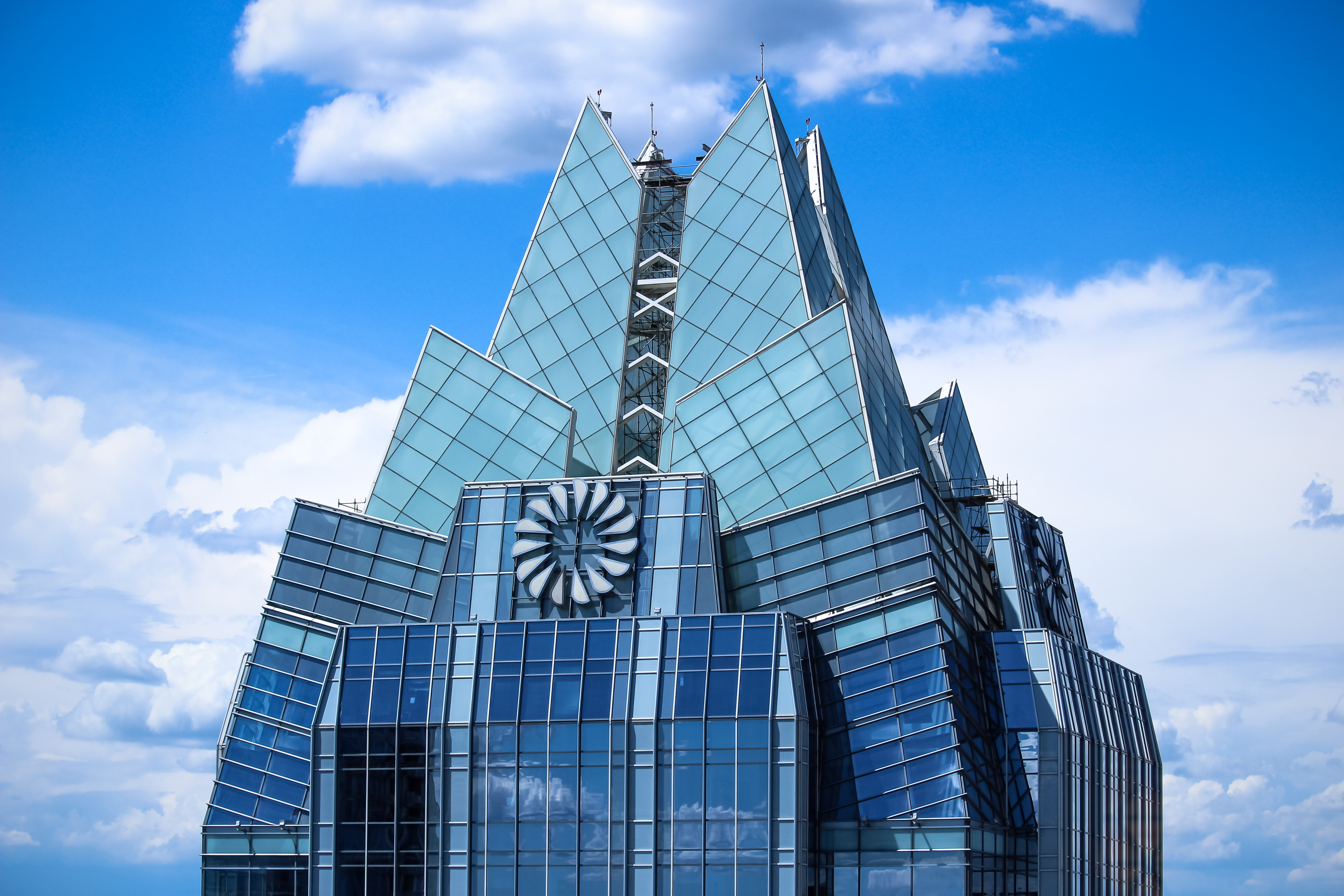
La guglia dell edificio

Alto 157 metri e con 33 piani, è il quinto edificio più alto di Austin. È stato sviluppato da Cousins Properties e costruito tra novembre 2001 e dicembre 2003 come un edificio per uffici di classe A con 48,774 m2  di spazio locabile. Fu il primo grattacielo ad essere costruito negli Stati Uniti dopo gli attacchi dell'11 settembre . L'edificio è stato ufficialmente consegnato nel gennaio 2004.
La Frost Bank Tower è stata progettata da Duda / Paine Architects, LLP e HKS, Inc. Porta il logo più alto della città a 128 metri di altezza. Questo pubblicizza la Frost Bank di San Antonio, la cui sede centrale e divisione assicurativa di Austin si trovano nell'edificio. Gli inquilini nell'edificio oltre a Frost Bank includono gli uffici di Austin di Morgan Stanley e Ernst & Young . La facciata in vetro di colore blu argenteo fu utilizzata per la prima volta nell'edificio Reuters di New York City .  Cousins ha venduto l'edificio nel 2006 a EQ Office per $ 188 milioni prima che l'edificio fosse venduto allo Thomas Properties Group nello stesso anno. Nel 2013 la proprietà dell'edificio è stata trasferita a Parkway Properties . L'edificio è attualmente di proprietà di Endeavour Real Estate Group.

## Galleria d'immagini

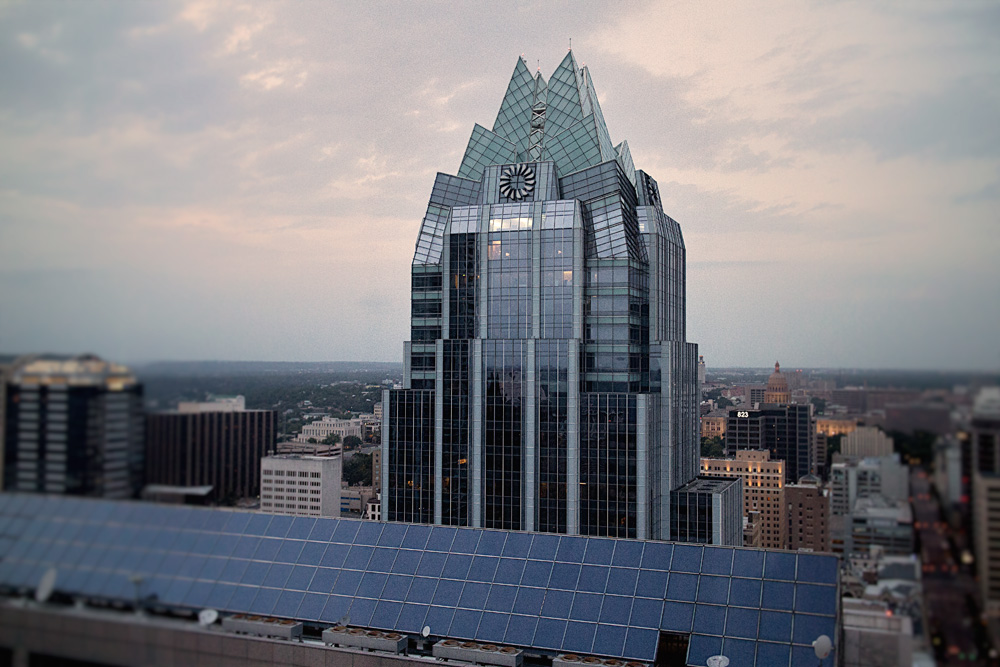
La Frost Bank Tower al crepuscolo
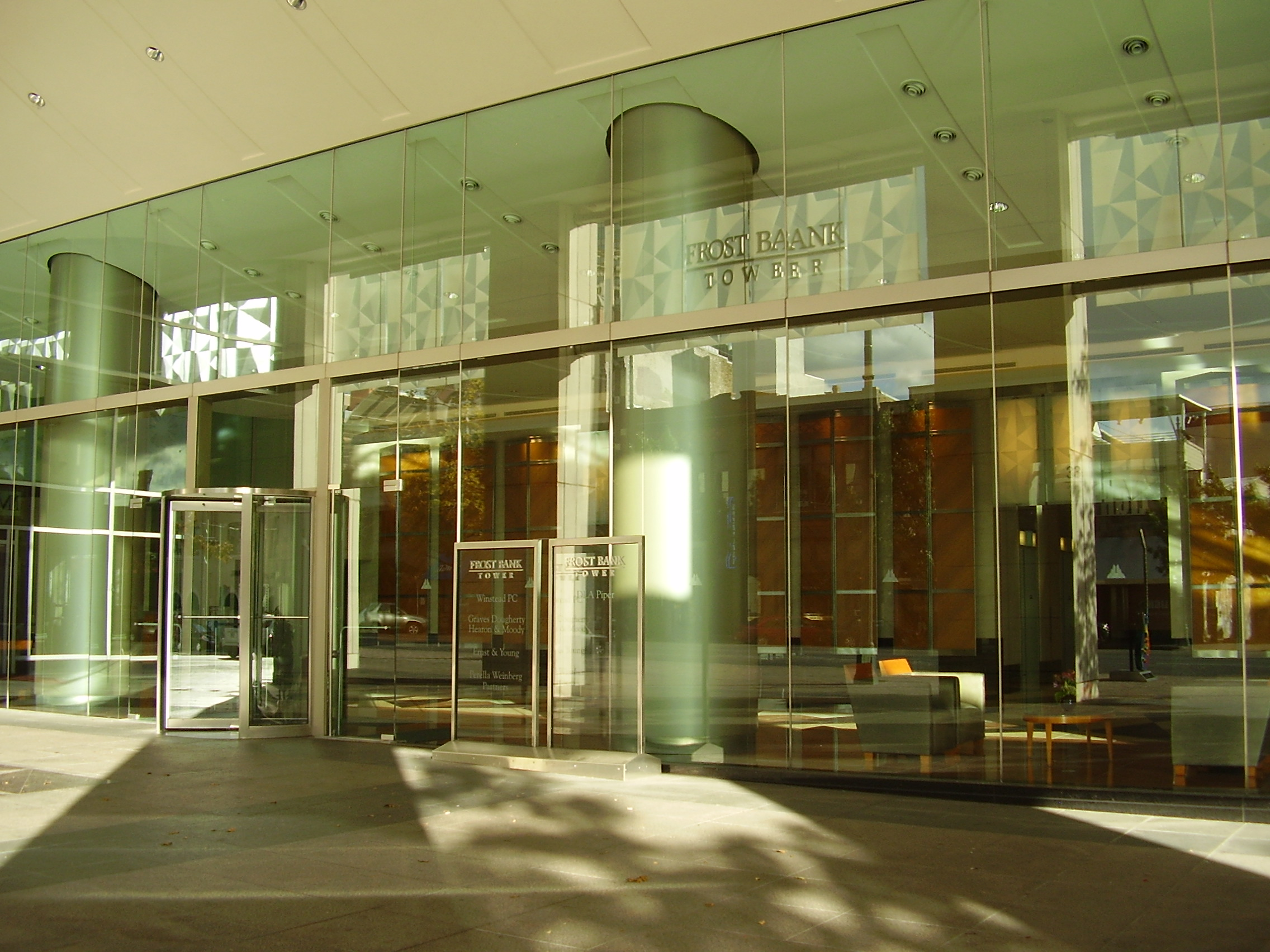
Lobby della torre
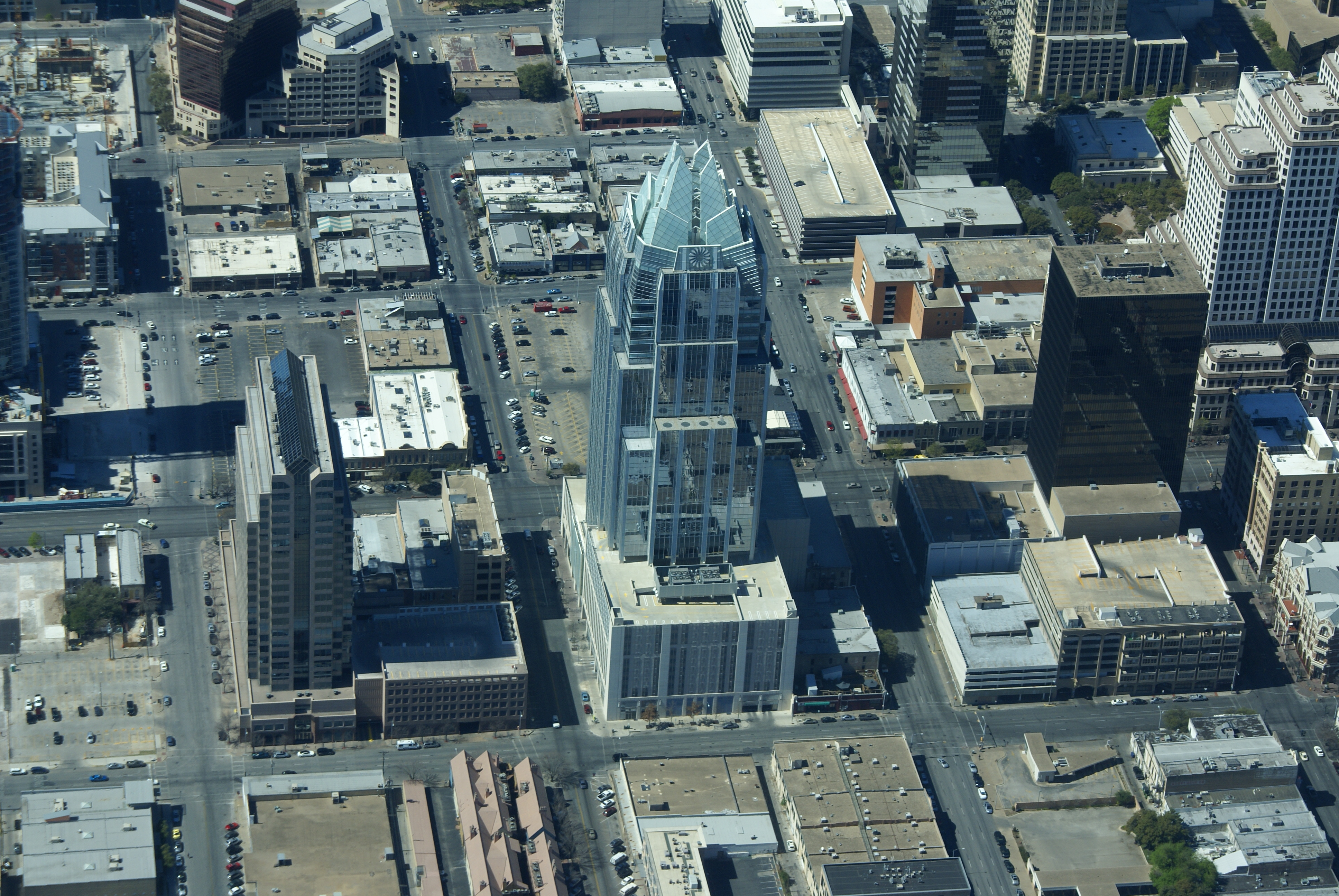
Vista aerea della Frost Tower da 457 metri
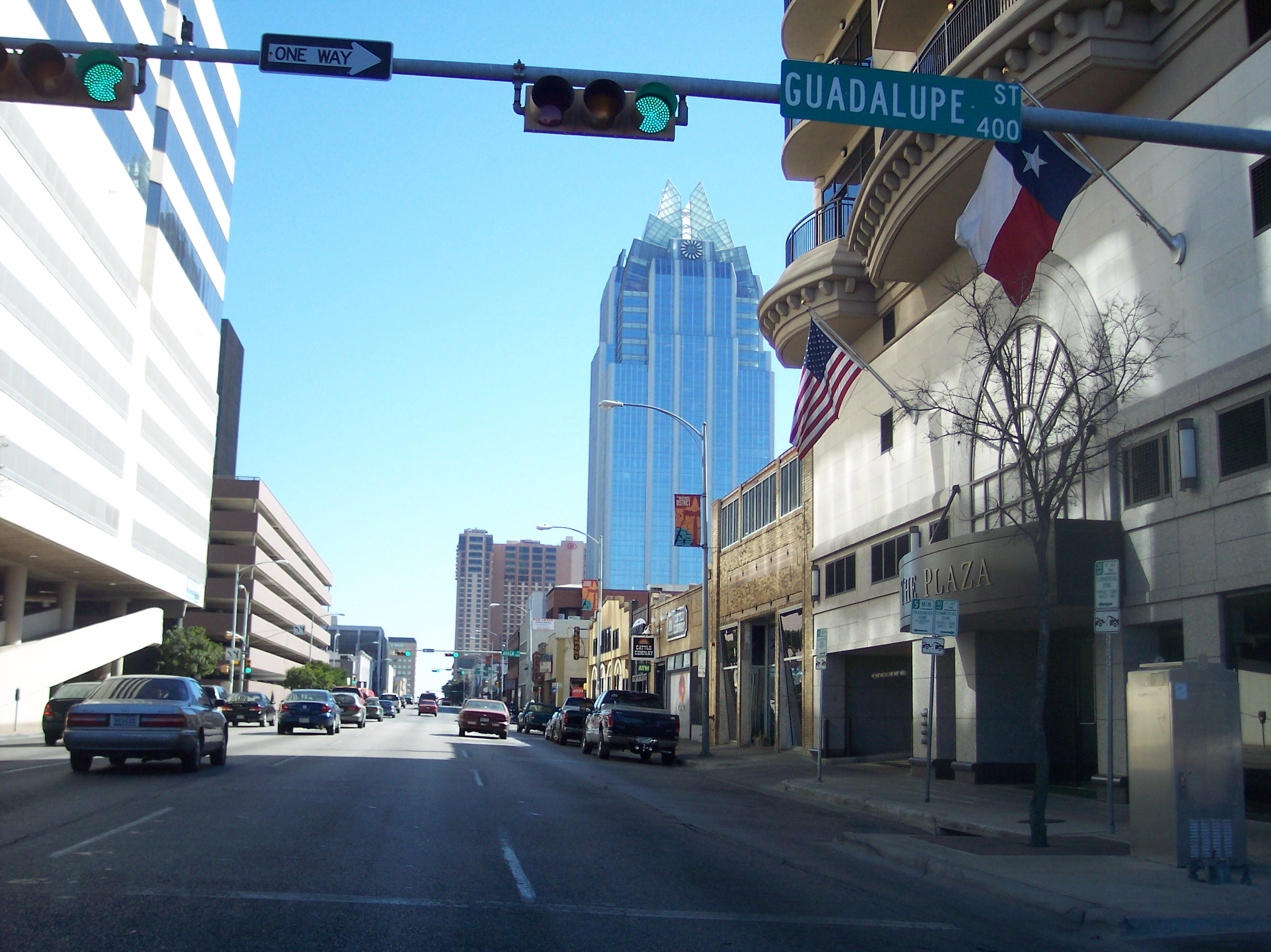
Street view dall'angolo tra 5th Street e Guadalupe Avenue
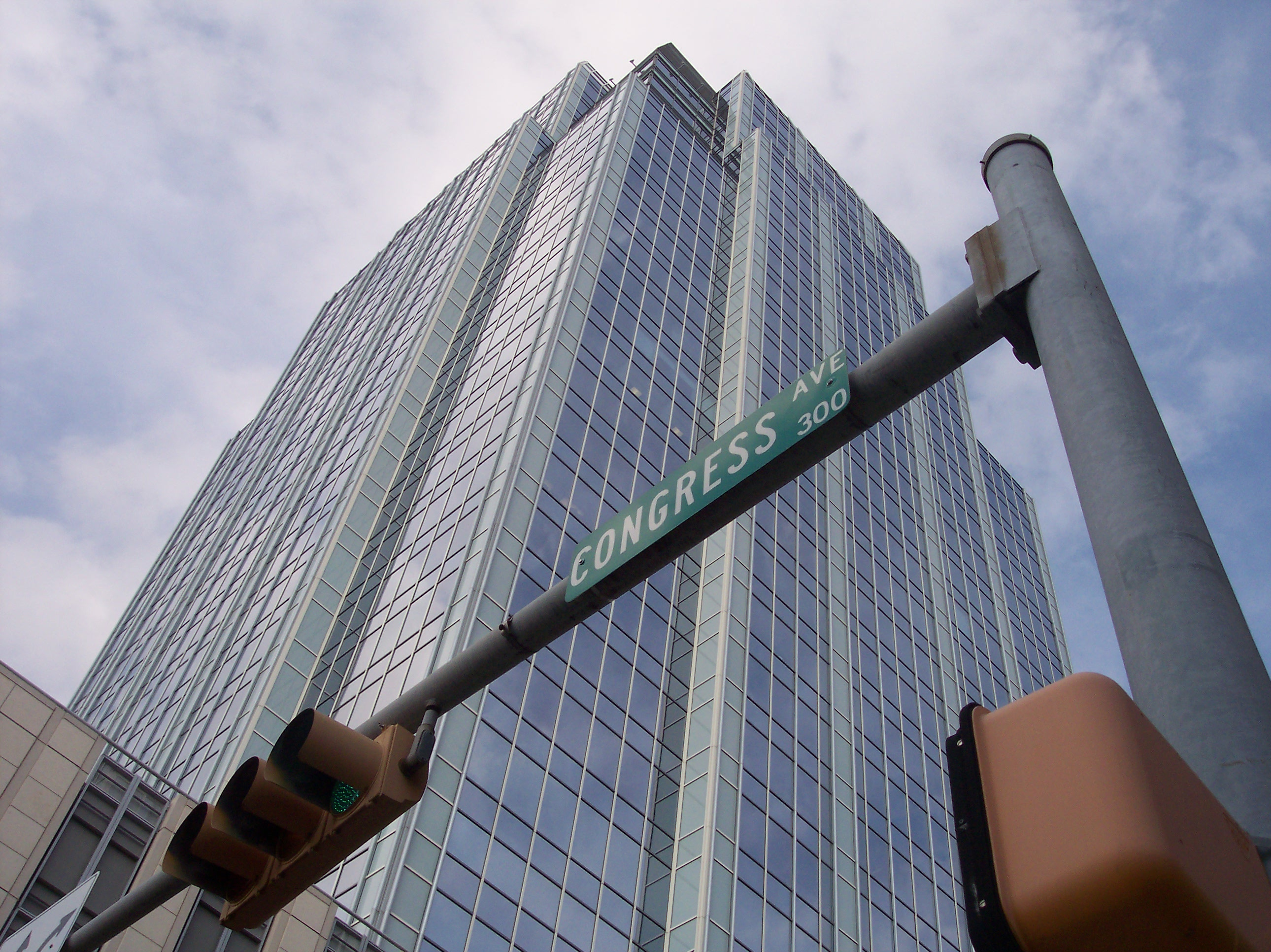
Street view da Congress Avenue